# Vera Dusjevina
Vera Jevgenjevna Dusjevina (russisk: Вера Евгеньевна Душевина; født 6. oktober 1986 i Moskva, Sovjetunionen) er en professionel tennisspiller fra Rusland.